# Bábilas de Antioquia
Bábilas de Antioquia foi um bispo de Antioquia entre 237 e 251 ou entre 240 e 253 (dependendo da fonte) e que morreu durante a perseguição de Décio, segundo Eusébio de Cesareia. Segundo a tradição cristã, ele teria pedido para ser enterrado com suas correntes.

## História
A homilia de João Crisóstomo sobre São Bábilas e os "Atos dos Mártires" relatam a história que Bábilas recusou-se a visitar um imperador pagão por conta de seus hábitos pecadores, negou-lhe a entrada na igreja e ordenou que ele tomasse seu lugar entre os penitentes. Infelizmente, Crisóstomo não cita o nome do imperador, enquanto que "Atos" cita Numeriano. Porém, é muito mais provável que tenha sido o seu contemporâneo, Filipe, o Árabe, a quem Eusébio reporta (História Eclesiástica VI.34) que um bispo teria negado entrada num encontro cristão na vigília de Páscoa até que ele se confessasse e tomasse seu lugar entre os penitentes. Lendas posteriores elaboraram este tema, afirmando que, nesta ocasião, Bábilas teria pedido que ele fizesse a sua penitência pelo seu papel no assassinato do jovem imperador Gordiano III.
Há desacordo quanto à forma de sua execução durante as perseguições de Décio. Segundo Eusébio de Cesareia, Bábilas teria morrido na prisão, após confessar sua fé. O relato de João Crisóstomo, no entanto, afirma que o bispo teria sido decapitado. Gregório de Tours trata deste tema em sua História dos Francos, escrita no final do século VI:
| “ | Sob o imperador Décio, muitas perseguições se levantaram contra o nome de Cristo, e houve tamanha carnificina de fiéis que eles não podiam ser contados. Bábilas, bispo de Antioquia, com seus três filhos pequenos, Urbano, Prilidano e Epolão, e Sisto, bispo de Roma, Laurêncio, um arquidiácono, e Hipólito tornaram-se perfeitos pelo martírio porque confessaram o nome do Senhor. | ” |
|   | — Gregório de Tours. |   |

## Relíquias

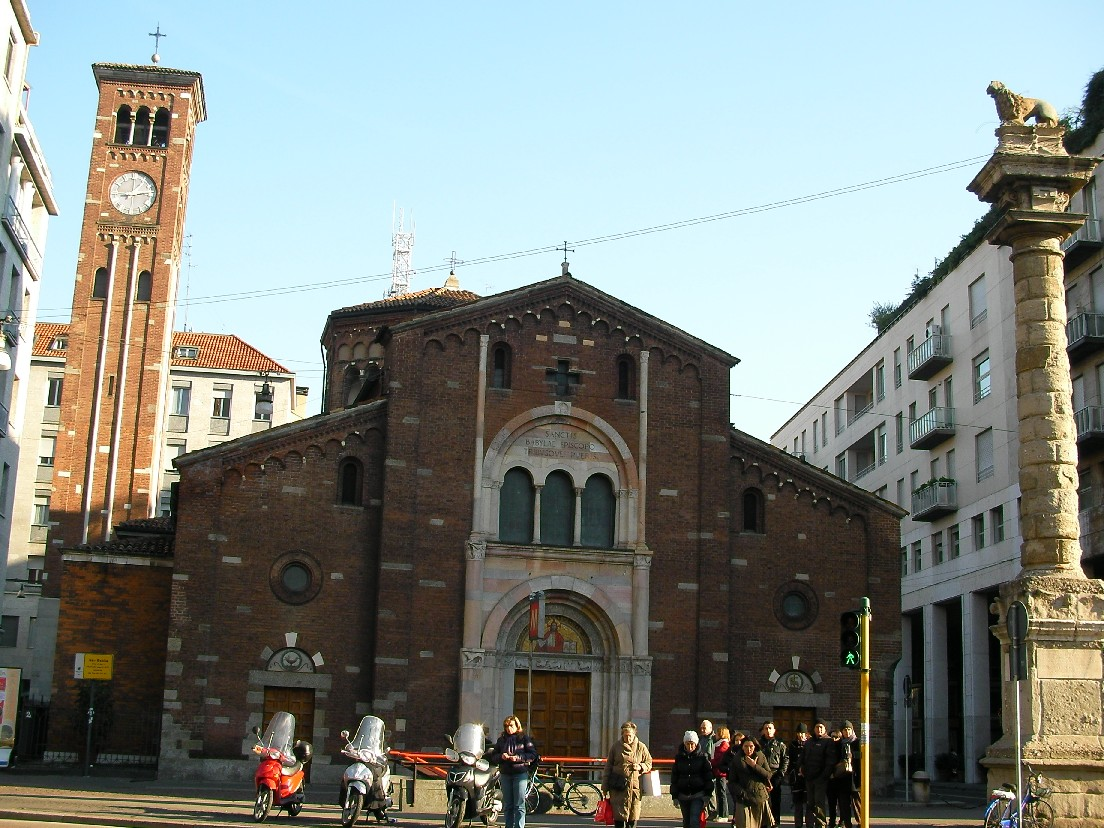
Igreja de São Bábilas em Milão

Em 351, o César Constâncio Galo construiu uma nova igreja em honra a Bábilas em Dafne, um subúrbio de Antioquia, e mandou que seus restos fossem transferidos para lá. A intenção de Galo ao fazê-lo era neutralizar a influência do templo de Apolo localizado ali ou, como diz Crisóstomo, "...trazer um médico para os doentes.". Segundo Sauget, "esta foi a primeira translação oficial de relíquias de que temos testemunho".
De acordo com Crisóstomo, quando o imperador Juliano, o Apóstata, consultou o oráculo de Apolo no tempo em Dafne, em 362, ele não recebeu resposta e foi informado que a causa era a proximidade das relíquias do santo. Ele então mandou que o sarcófago de Bábilas fosse exumado e levado de volta para seu túmulo original. Uns dias depois, em 22 de outubro, um misterioso incêndio consumiu o teto do templo e a famosa estátua de Apolo, cópia da Estátua de Zeus em Olímpia, de Fídias (uma das sete maravilhas do mundo). Juliano, suspeitando que cristãos furiosos com a mudança das relíquias, seriam os responsáveis, ordenou que a catedral de Antioquia fosse fechada e abriu uma investigação sobre as causas do fogo. Amiano Marcelino diz que um "rumor frívolo" culpou algumas velas acesas por um crente na noite anterior. João Crisóstomo alegou que um relâmpago fora o culpado.
Os restos de Bábilas foram re-enterrados numa igreja dedicada a ele do outro lado do rio Orontes. Já no fim da narrativa, Crisóstomo faz menção à construção de uma igreja dedicada à Bábilas construída pelo bispo Melécio, dedicada exclusivamente a ele. A tradição mantém que, durante a Idade Média, as relíquias de Bábilas teriam sido transportadas para Cremona, onde há uma grande igreja em sua homenagem.